# Repose en paix
Ne doit pas être confondu avec Requiescat in pace.
 (avril 2008).
Si vous disposez d'ouvrages ou d'articles de référence ou si vous connaissez des sites web de qualité traitant du thème abordé ici, merci de compléter l'article en donnant les références utiles à sa vérifiabilité et en les liant à la section « Notes et références ».
Singles de Booba
Strass et paillettes
(2002)
Pistes de Temps mort
Jusqu'ici tout va bien
(5) Le bitume avec une plume
(7)
Repose en paix est le nom du premier single solo de Booba extrait de l'album Temps mort.
Le single était d'abord sur la compile du label 45 Scientific, puis figure ensuite sur l'album Temps mort.
Souvent considéré comme l'un des plus grands morceaux de l'histoire du rap français, le single s'en vendu à plus de 88 000 exemplaires la première année, et plus de 200 000 jusqu'à maintenant.
En 2012, le rappeur américain Waka Flocka Flame reprend l'instrumental du morceau dans son titre Foreign Shit.